# 宋献章
宋献章（1916年—1990年），中国人民解放军将领、中国人民解放军开国少将。
第二次国共内战期间，任中国人民解放军第35军105师政治委员。后任浙江军区政治部主任。1955年，授予中国人民解放军少将。